# Robert d'Auxerre
Robert d'Auxerre (c. 1156-1212) va ser un cronista francès. Va ser canonge de l'abadia de Sant Marià d'Auxerre.
De la seva vida no se'n sap gairebé res, més enllà que el 1205 va ingressar a l'orde Premonstratesos. Va ser un fervent partidari de la croada contra els albigesos.

## La crònica
A petició de Milo de Trainel (1155–1202), abat de Sant Marià, va escriure una crònica universal, que cobria el període comprès entre la creació del món i el 1211. Per als anys anteriors al 1181 Robert d'Auxerre es va dedicar a compilar textos e Pròsper d'Aquitània, Sigebert de Gembloux i altres. Tanmateix pel període 1181 a 1211 es tracta d'una obra original.
La part de l'escrit que comprèn els anys 1203-1211 només el coneixem gràcies a un únic exemplar del 1225, el còdex 27, que actualment es troba a la biblioteca de l'Escola de Medicina de Montpeller. El manuscrit original de la Cronica es troba avui a Auxerre.
És una de les fonts més valuoses per a estudiar la història de França durant el regnat de Felip August, També conté informació sobre altres països europeus, les croades i els afers d'Orient. L'autor incedeix molt en els elements de la croada contra els albigesos, convertint la seva obra en la més antiga que tenim sobre aquells fets. L'historiador francès Auguste Molinier, de fet, el va descriure com un dels millors historiadors de l'edat mitjana.
Dos continuadors van portar l'obra fins al 1228 i va ser àmpliament utilitzada pels cronistes posteriors. Vicent de Beauvais en va fer un ús extensiu en el seu Speculum Historiale.
La Crònica de Robert d'Auxerre va ser publicada per primera vegada per Nicolas Camuzat (1575–1655) a Troyes el 1608 sota el títol Chronologia.... ab orbis origine ad annum Christi 1212, cum Appendice ad annum 1223.. Una de les millors edicions apareix a l'obra Monumenta Germaniae Historica Scriptores, amb introducció d'Oswald Holder-Egger.